# 2002年冬季残疾人奥林匹克运动会斯洛伐克代表团
2002年冬季残疾人奥林匹克运动会斯洛伐克代表团是斯洛伐克派出的2002年冬季残疾人奥林匹克运动会代表团。获得3枚银牌和6枚铜牌。